# オレクシー・ペチェロフ
オレクセイ・ペシェロフ（ウクライナ語: Олексій Печеров,英語: Oleksiy Pecherov、 1985年12月8日 - ）は、ウクライナのプロバスケットボール選手。ソビエト連邦ウクライナドネツィク出身。ポジションはパワーフォワード、センター。ウクライナ代表として欧州選手権等に参加している。身長213cm、体重105kg。

## 来歴
17歳でウクライナ国内リーグでプロデビュー。

2年後には、ウクライナ国内リーグの強豪BCキエフに移籍。

2005年、19歳でウクライナA代表デビュー。同年行われた2005年ユーロバスケットに参加。